# Pseudoceresium
Pseudoceresium is een kevergeslacht uit de familie van de boktorren (Cerambycidae). De wetenschappelijke naam van het geslacht werd voor het eerst geldig gepubliceerd in 2011 door Vives & al..

## Soorten
Pseudoceresium omvat de volgende soorten:
- Pseudoceresium carinatum (Fauvel, 1906)
- Pseudoceresium lanigerum (Fauvel, 1906)
- Pseudoceresium nitidicolle (Fauvel, 1906)
- Pseudoceresium obscurum (Fauvel, 1906)